# 汉斯·布尔坎
汉斯·布尔坎（德語：Hans Bourquin，1914年10月16日—1998年），瑞士男子赛艇运动员。他曾代表瑞士参加1928年夏季奥林匹克运动会赛艇比赛，获得男子双人单桨有舵手金牌。